# 朗斯河畔贝尔蒙
朗斯河畔贝尔蒙（法語：Belmont-sur-Rance，法語發音：[bɛlmɔ̃ syʁ ʁɑ̃s]）是法国阿韦龙省的一个市镇，属于米约区。

## 地理
朗斯河畔贝尔蒙（43°49'1"N, 2°45'18"E）面积44.19 平方千米，位于法国奧克西塔尼大區阿韦龙省，该省份为法国南部内陆省份，位于法國中央高原南部，北起顺时针与康塔爾省、洛泽尔省、加尔省、埃罗省、塔恩省、塔恩-加龙省和洛特省接壤。
与朗斯河畔贝尔蒙接壤的市镇（或旧市镇、城区）包括：孔布雷、蒙洛尔、米拉松、穆讷-普罗昂库、勒布尔吉勒、圣瑟韦迪穆斯捷。

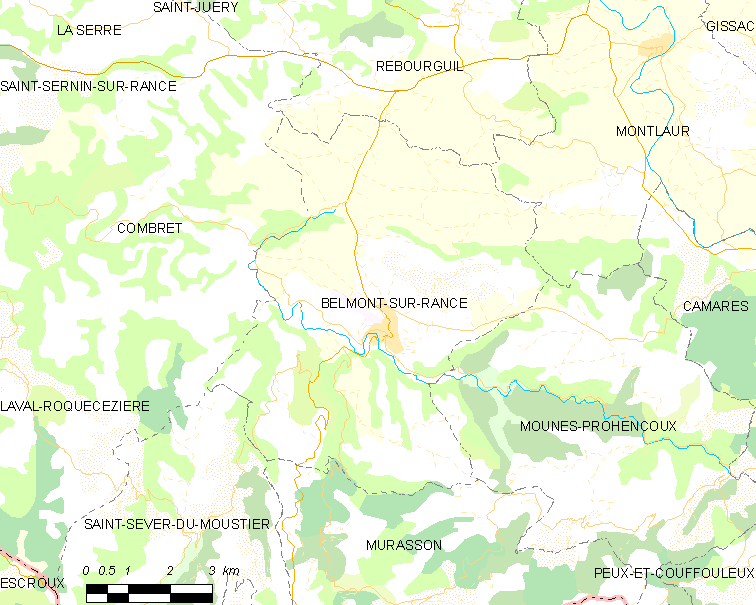
朗斯河畔贝尔蒙的OSM定位图

朗斯河畔贝尔蒙的时区为UTC+01:00、UTC+02:00（夏令时）。

## 行政
朗斯河畔贝尔蒙的邮政编码为12370，INSEE市镇编码为12025。

## 政治
朗斯河畔贝尔蒙所属的省级选区为科斯-鲁日耶县。

## 人口

1962-2008年间朗斯河畔贝尔蒙人口变化图示

朗斯河畔贝尔蒙于2022年1月1日时的人口数量为990人。